# К-266 «Орёл»
К-266 «Орёл» — российский атомный подводный ракетоносный крейсер проекта 949А «Антей», входящий в состав 11-й дивизии подводных лодок Северного флота ВМФ России.

## Строительство
Корабль заложен 19 января 1989 года на Севмаше под заводским номером 650. При закладке оба вала, которые вращали гребные винты, состояли из отдельных частей, скрепленных болтами и соединительными муфтами. На остальных кораблях эти детали были цельнолитыми, но на «Орле» их выполнили полыми и засыпали внутрь кварцевый песок. По расчётам конструкторов, такие валы не должны были уступать по прочности литым, но при этом меньше шуметь, а также быть легче, дешевле и проще в изготовлении.
Для полых валов требовались облегчённые винты, однако их разработку не успели закончить до распада СССР. В итоге в 1992 году подлодку «Орёл» спустили на воду с новыми линиями валов и старыми винтами. После передачи субмарины в ВМФ валы в местах крепления сильно искривились и начали тереться о стенки с характерным звуком. Это, в свою очередь, демаскировало подлодку.
По словам источника в Министерстве обороны, согласно проекту, подводные лодки этого типа должны были действовать скрытно, уклоняясь от гидролокаторов противника, а АПЛ «Орёл» гремела своими валами на все Баренцево море. С увеличением скорости звук усиливался до такой степени, что заглушал акустикам всю фоновую обстановку вокруг. У американцев и англичан субмарина получила кличку «ревущая корова Баренцева моря».

## История
15 января 1990 года лодку включили в список кораблей флота. В 1991—1993 годах лодка носила имя «Северодвинск». Спущена на воду 22 мая 1992 года, 3 июня была переклассифицирована в атомный подводный крейсер, 30 декабря того же года вошла в строй. 5 февраля 1993 года вошла в состав 11-й дивизии подводных лодок Северного флота с базированием на Западную Лицу. 6 апреля 1993 года переименована в «Орёл» в честь одноимённого города. С тех пор часть экипажа АПЛ обязательно являются уроженцами Орловской области. Администрация города Орла поддерживает дружеские связи с моряками. На вымпеле крейсера изображен герб Орловской области.
В 2000 году перед погружением на затонувшую АПЛ «Курск» водолазы посетили «Орёл» для ознакомления с конструкцией. В 2001 году находился в губе Окольная, где обеспечивал следственные мероприятия прокуратуры по расследованию гибели «Курска». 
В 2003 году во время ремонта на «Звёздочке» на «Орёл» были установлены цельнолитые валы — одна линия была снята с поднятого и утилизированного к тому моменту «Курска», а вторая — с недостроенной безымянной субмарины того же проекта. Однако старые полые валы уже деформировали стенки до такой степени, что даже с цельнолитыми валами АПЛ продолжала греметь и кардинально исправить заводской дефект не удалось.
В 2008 году субмарине «Орёл» исполнилось 15 лет. В связи с празднованием юбилея на корабль приехала делегация города Орла во главе с заместителем мэра Валентином Бочаровым. В честь юбилея на рубке крейсера был установлен герб города.
В 2009 году «Орёл» был признан одним из лучших в соединении атомных подводных лодок Северного флота.
В 2011 году участвовал в праздновании Дня ВМФ в парадном строю кораблей в Североморске.
В начале 2014 года АПЛ была поставлена в док оборонной судоверфи ОАО «Центр судоремонта „Звёздочка“» для проведения работ по восстановлению технической готовности. После завершения ремонта срок службы АПЛ будет продлён на 3,5 года. Хотя по контракту с Минобороны РФ ремонт лодки был рассчитан на 2 года, военное ведомство обратилось к корабелам с просьбой сократить срок ремонта на полгода для обеспечения боеготовности группировки АПЛ. Специалисты «Звёздочки» внесли соответствующие изменения в график работ.
В конце 2014 года все работы на крейсере велись согласно графику. Было демонтировано всё оборудование, подлежащее ремонту и модернизации вне подводной лодки. Особое внимание в заказе на модернизацию уделялось работам по ремонту гребных валов и винтов, других агрегатов и устройств линии вала. План ремонта предусматривал восстановление систем живучести корабля, донно-бортовой арматуры, системы осушения, воздуха высокого давления, проведение испытания цистерны главного балласта, а также, совместно с оборонными НИИ и КБ, обновление оружейных систем.
7 апреля 2015 года при проведении сварочных работ произошло возгорание резинового уплотнителя.
В январе 2016 года лодку начали подготавливать к апрельскому спуску и проведению испытаний. Планировалось возвращение в строй к концу 2016 года.
3 октября 2016 года, как сообщили в пресс-службе Центра судоремонта «Звездочка», лодка после планового ремонта была спущена на воду в Северодвинске и до конца 2016 года должна была вернуться в строй. Однако этого не произошло, а 14 марта 2017 года пресс-служба ВМФ России официально объявила, что ПЛАРК «Орел» флот получит только в 2017 году.
Возвращение лодки в строй после планового ремонта перенесли на конец апреля 2017 года. 6 апреля 2017 года покинула акваторию центра судоремонта «Звездочка» после самого длительного ремонта с момента спуска на воду и начала переход к месту постоянного базирования. Корабелы «Звёздочки» выполнили восстановление технической готовности всех систем корабля – механической части, радиоэлектронного вооружения, корпусных конструкций и главной энергетической установки. Оба реактора были перезаряжены свежим ядерным топливом, а также специалистами Центра судоремонта «Звёздочка» выполнены сложные работы по исправлению заводского конструктивного недостатка «Орла» — восстановление технических характеристик печально знаменитых валопроводов атомохода.
По сообщениям СМИ, в том числе телеканала «Звезда», ракетные комплексы П-700 «Гранит» были заменены на П-800 «Оникс» с возможностью их замены на крылатые ракеты «Калибр», однако в авторитетных источниках эта информация не подтверждается.
30 июля 2017 года снова участвовал в праздновании Дня ВМФ на рейде Североморска.
6 октября 2017 года министр обороны России Сергей Шойгу заявил о завершении ОСК ремонта АПЛ «Орёл».
В конце июля 2018 года крейсер совершил межфлотский переход из Североморска в Кронштадт для участия в Главном военно-морском параде в честь дня ВМФ в Санкт-Петербурге. «Орёл» вместе с ракетным крейсером «Маршал Устинов» являлись самыми мощными участниками парада, прошедшего 29 июля 2018 года на Кронштадтском рейде в Финском заливе.
В июле 2021 года совершил переход в Кронштадт и вместе с К-157 «Вепрь» и К-549 «Князь Владимир» участвовал в Главном военно-морском параде во время празднования Дня ВМФ. На борту К-266 во время перехода и празднования находился 587-й экипаж «Волгоград».
В сентябре 2021 года К-266 произвёл учебную стрельбу одной ракетой П-700 по морской мишени.

## Происшествия
7 апреля 2015 года лодка находилась в доке, когда около 14:00 в результате сварочных работ загорелся резиновый уплотнитель между лёгким и прочным корпусом в районе 9-го отсека, возникло сильное задымление. Площадь пожара составила около 20 м². В тот момент на АПЛ находилось 13 человек экипажа, все они были эвакуированы. Боекомплект с лодки был выгружен ещё осенью 2013 года при постановке в сухой док, а ядерное топливо выгрузили летом 2014 года, до начала ремонта. ГСМ на момент пожара на лодке не было. После того, как пожар перекинулся на балластный отсек, руководство приняло решение о частичном затоплении АПЛ в сухом доке из-за невозможности потушить пожар. Лодка при этом не была выведена из строя — прочный корпус остался герметично задраенным, и вода попала только в пространство между прочным и лёгким корпусами, где и произошло возгорание. Оборудование АПЛ осталось нетронутым водой. В 18:00 была начата доковая операция по подъёму уровня воды, к 22:00 были ликвидированы последние очаги возгорания.
Наиболее вероятной причиной инцидента специалисты предприятия считают нарушение техники безопасности при проведении работ. По предварительным оценкам межведомственной комиссии, ущерб от пожара оценивался в сумму более 100 миллионов рублей. Оказались повреждены системы погружения и всплытия, сгорели кабельные трассы размагничивающего устройства, звукоизоляционное покрытие цистерн главного балласта и прочного корпуса. Из-за произошедшего сроки ремонта корабля сдвинули.

## Боевые службы
- В 1995 году проведена боевая служба. На борту находился 74-й экипаж под командованием капитана 1-го ранга Гуляева Д. К., старший на борту — контр-адмирал Новиков А. В.
- В 1996 году проведена боевая служба.
- В 1998 году проведено боевое дежурство.
- В 2009 году принял участие в оперативно-стратегических учениях «Запад-2009».
- В 2013 году принял участие в оперативно-стратегических учениях «Запад-2013» с 587-м экипажем.

## Командиры
- капитан 1-го ранга Астапов А. С. (1993—1996)
- капитан 1-го ранга Миронов В. Л.
- капитан 2-го ранга Марков И. Г.
- капитан 1-го ранга Осекин В. А.
- капитан 1-го ранга Слепец О. Г.
- капитан 1-го ранга Варфоломеев В. В. (2004—2007)
- капитан 1-го ранга Пацкявичюс Р. А. (2008—2013)[31]
- капитан 1-го ранга Новохатский С. В. (2013—2016)
- капитан 1-го ранга Паликов А. А. (2016—2017)
- капитан 1-го ранга Медеда К. Е. (2017-2021)